# デクマヌス・マクシムス

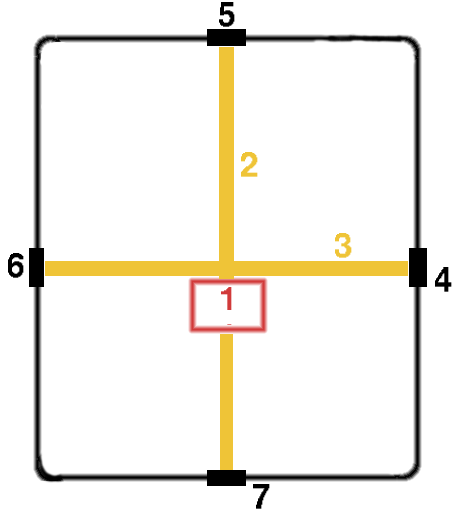
1:フォルム, 2:カルド・マクシムス, 3:デクマヌス・マクシムス (※ 図の上を北とする)

デクマヌス・マクシムス（ラテン語: Decumanus Maximus）は、古代ローマの都市の中心部を東西に貫く基幹道路のことを指す。カストラやコロニアなどでは、デクマヌス・マクシムスの敵に近い方向の市街地境界の門をプラエトリア門、反対側の門をデクマナ門と呼ぶこともあった。「デクマヌス」は、「デクマーヌス」とも表記する。
都市の中心付近で、南北方向の基幹道路であるカルド・マクシムスと交差しており、フォルム（公共広場）がその付近に造られることが多かった。
また、東西の通りのことを単にデクマヌスとも呼んでいた。